# 대한민국 민법 제24조
대한민국 민법 제24조는 법원이 선임한 재산관리인의 직무에 대한 민법 총칙 조문이다. 민법전 제1편 총칙 제2장 인 제3절 부재와 실종에 속해 있다. 1958년 2월 22일 법률 제471호로 제정되었으며 1960년 1월 1일 시행되었다. 재산목록 작성 의무, 재산 보존 처분 명령 및 부재자 생사 불명시 처분 명령 및 처분 비용의 부담 등을 정하고 있다. 민법 제1023조의 상속재산관리인과 민법 제1053조의 상속재산관리인에 대하여 동일하게 모두 민법 제24조을 준용하고 있다.

## 조문
제24조(관리인의 직무) ① 법원이 선임한 재산관리인은 관리할 재산목록을 작성하여야 한다.
② 법원은 그 선임한 재산관리인에 대하여 부재자의 재산을 보존하기 위하여 필요한 처분을 명할 수 있다.
③ 부재자의 생사가 분명하지 아니한 경우에 이해관계인이나 검사의 청구가 있는 때에는 법원은 부재자가 정한 재산관리인에게 전2항의 처분을 명할 수 있다.
④ 전3항의 경우에 그 비용은 부재자의 재산으로써 지급한다.

第24條(管理人의 職務) ① 法院이 選任한 財産管理人은 管理할 財産目錄을 作成하여야 한다.
②法院은 그 選任한 財産管理人에 對하여 不在者의 財産을 保存하기 爲하여 必要한 處分을 命할 수 있다.
③不在者의 生死가 分明하지 아니한 境遇에 利害關係人이나 檢事의 請求가 있는 때에는 法院은 不在者가 定한 財産管理人에게 前2項의 處分을 命할 수 있다.
④前3項의 境遇에 그 費用은 不在者의 財産으로써 支給한다.

## 비교 조문
민법 제1023조 (상속재산보존에 필요한 처분)①법원은 이해관계인 또는 검사의 청구에 의하여 상속재산의 보존에 필요한 처분을 명할 수 있다. ②법원이 재산관리인을 선임한 경우에는 제24조 내지 제26조의 규정을 준용한다.

민법 제1053조 (상속인없는 재산의 관리인)①상속인의 존부가 분명하지 아니한 때에는 법원은 제777조의 규정에 의한 피상속인의 친족 기타 이해관계인 또는 검사의 청구에 의하여 상속재산관리인을 선임하고 지체없이 이를 공고하여야 한다.<개정 1990. 1. 13.>
②제24조 내지 제26조의 규정은 전항의 재산관리인에 준용한다.

## 참고 문헌
- 오현수, 일본민법, 진원사, 2014. ISBN 978-89-6346-345-2
- 오세경, 대법전, 법전출판사, 2014 ISBN 978-89-262-1027-7
- 이준현, LOGOS 민법 조문판례집, 미래가치, 2015. ISBN 979-1-155-02086-9

## 같이 보기
- 부재자
- 이해관계인
- 재산관리인
- 대한민국 민법 제118조
- 대한민국 민법 제26조